# Fernand Senequier
Fernand Senequier est un footballeur français né le 6 mai 1931 à Cogolin et mort le 19 décembre 2017 à Montpellier. Ce joueur est un attaquant.

## Carrière de joueur
- 1953-1954 : SC Toulon
- 1954-1956 : AS Monaco
- 1956-1958 : AS Troyes-Savinienne
- 1958-1959 : Olympique d'Alès